# 神奈川県道205号金沢逗子線
神奈川県道205号金沢逗子線（かながわけんどう205ごう かなざわずしせん）は、神奈川県横浜市金沢区と逗子市を結ぶ一般県道である。ほぼ全線が京急逗子線に並行する。

## 路線データ
- 起点：横浜市金沢区六浦 西六浦交差点（神奈川県道23号原宿六ツ浦線（環状4号線）交点、北緯35度19分40.5秒 東経139度36分52.7秒）
- 終点：逗子市久木 信号無交差点（神奈川県道311号鎌倉葉山線交点、北緯35度18分20.4秒 東経139度34分5秒）
- 路線ルート：Google マップ

その他
全線が横浜市と逗子市を結ぶ都市計画道路横浜逗子線（3・4・2号）の一部に当たる。なお、同路線は横浜市において「3環状10放射道路」を構成する放射路線の一つでもある。また同路線の一部として、釜利谷（笹下釜利谷道路）方面から本項県道の起点（西六浦交差点）付近まで接続する道路（約640mのトンネル含む）の整備が2004年度〜2017年度の事業予定で進められている。

## 通過する自治体
- 神奈川県
  - 横浜市（金沢区） - 逗子市

## 交差・接続する道路・河川・鉄道路線
- 神奈川県横浜市金沢区

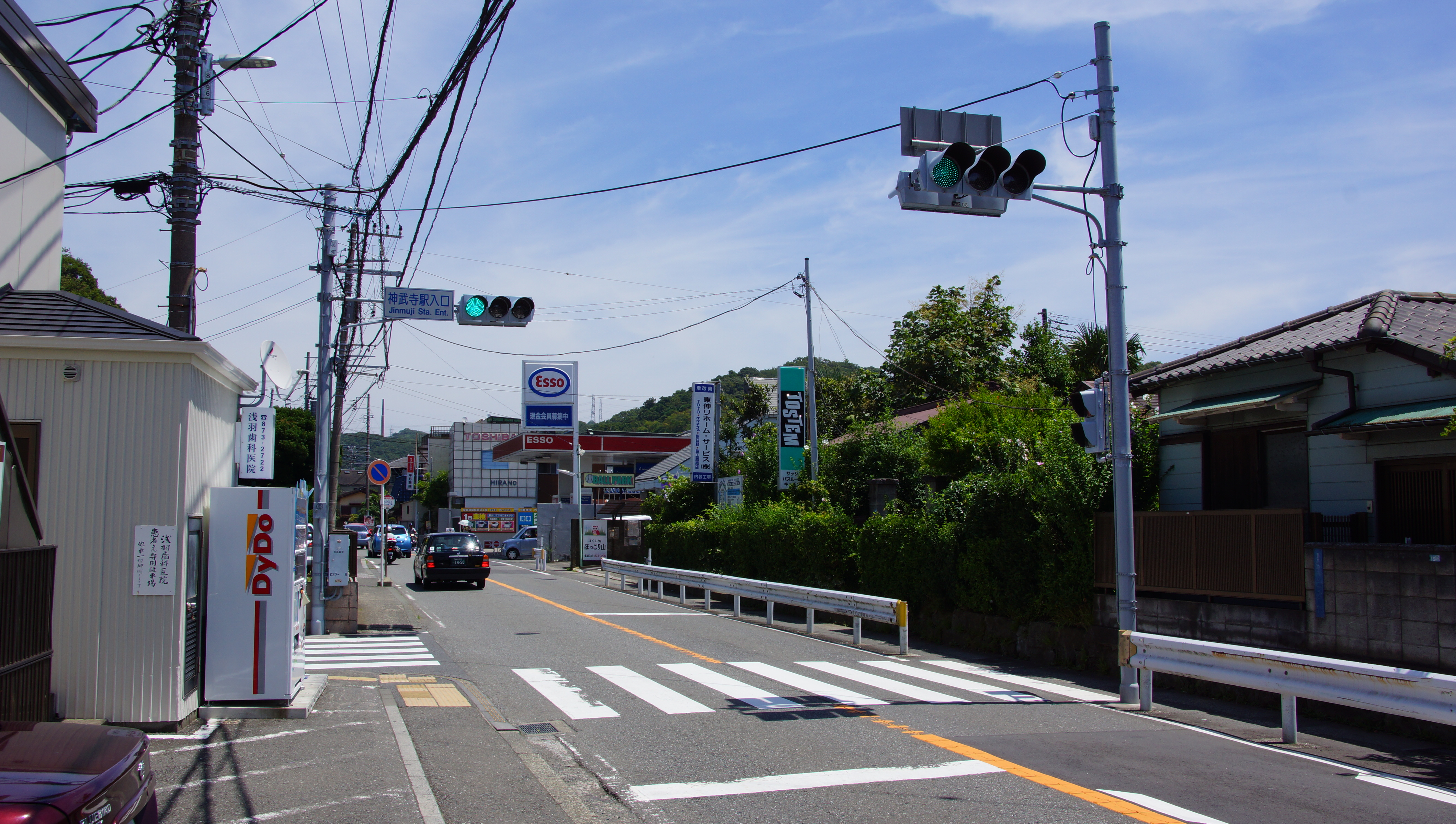
神武寺駅入口

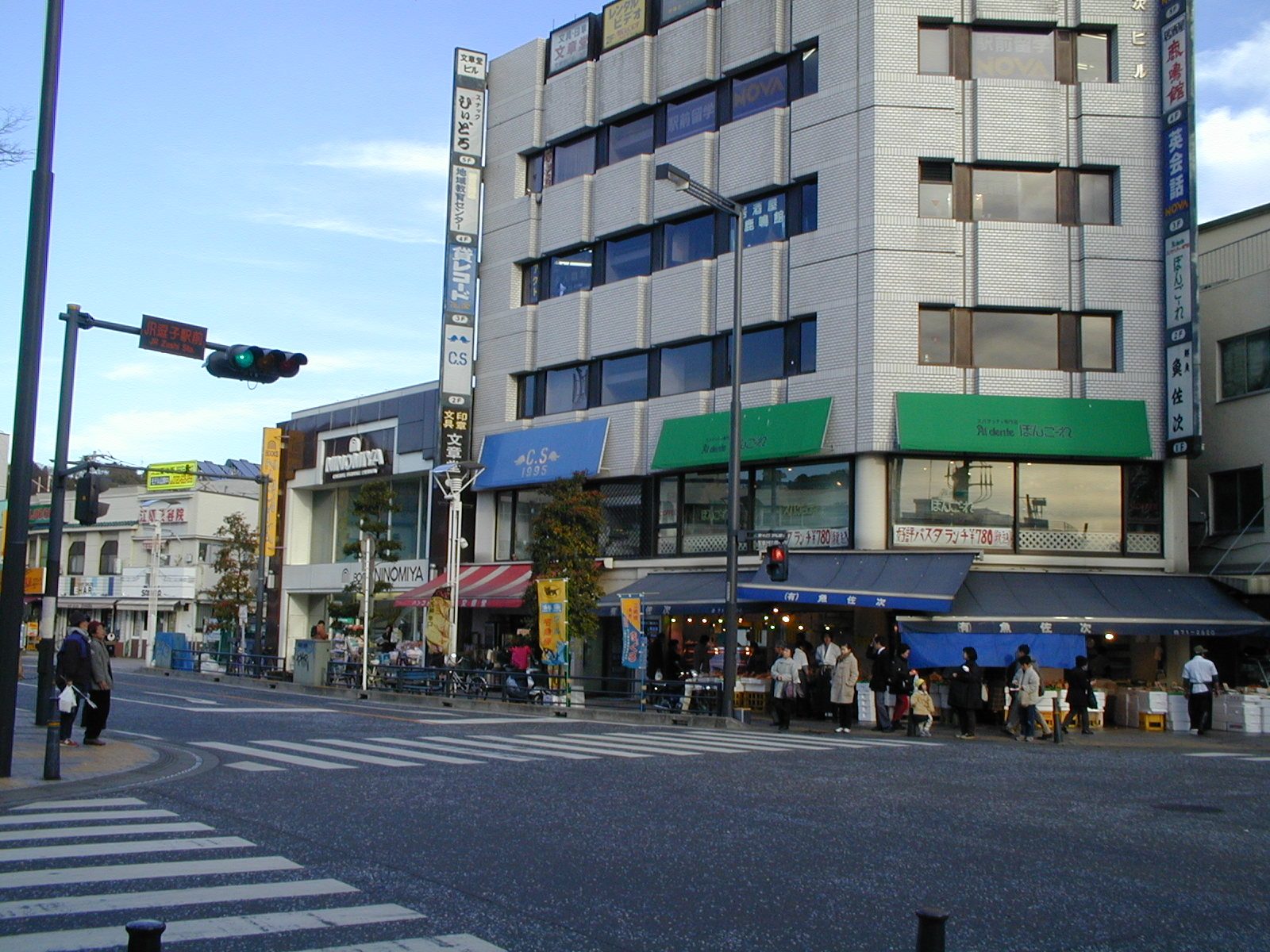
JR逗子駅前

  - 西六浦交差点（神奈川県道23号原宿六ツ浦線）
  - 侍従橋（侍従川、北緯35度19分34.9秒 東経139度36分47.6秒）
  - 踏切（六浦第2踏切）（京急逗子線、北緯35度19分18.2秒 東経139度36分33.7秒）
  - 南橋（侍従川二次支川、北緯35度19分15.7秒 東経139度36分32.2秒） - 侍従川二次支川は当道路より上流部分は暗渠化している。
  - 立体交差（横浜横須賀道路、北緯35度19分12.6秒 東経139度36分16.6秒）
  - 池子隧道（北緯35度19分1.1秒 東経139度36分12.9秒）
- 神奈川県逗子市
  - 橋梁（名称不明）（池子川、北緯35度18分35.6秒 東経139度35分56.7秒）
  - 橋梁（名称不明）（池子川、北緯35度18分5.3秒 東経139度35分25秒）
  - 立体交差（京急逗子線、北緯35度17分58.8秒 東経139度35分16.4秒）
  - 踏切（名称不明）（東急車輛製造専用線、北緯35度17分58.6秒 東経139度35分14.9秒）
  - 信号無交差点（山の根）（県道205号支線、北緯35度17分53秒 東経139度34分51秒）
  - 信号無交差点（山の根・久木）（神奈川県道311号鎌倉葉山線、北緯35度17分52.3秒 東経139度34分29.1秒）
  - 橋梁（名称不明）（久木川、北緯35度17分56.5秒 東経139度34分25.2秒） - 久木川は当道路より上流部分は暗渠化している。
  - 踏切（久木踏切）（横須賀線、北緯35度18分20.8秒 東経139度34分6.4秒）
  - 信号無交差点（久木）（神奈川県道311号鎌倉葉山線）

### 支線
- 神奈川県逗子市
  - 信号無交差点（山の根）（県道205号本線）
  - 踏切（名称不明）（横須賀線、北緯35度17分52.5秒 東経139度34分50.8秒）
  - JR逗子駅前交差点（神奈川県道24号横須賀逗子線、北緯35度17分48.3秒 東経139度34分47.4秒）

## 周辺の地理・施設
- 京急逗子線 六浦駅
- 神奈川霊園
- 六浦霊園
- 池子住宅地区及び海軍補助施設
- 神奈川県立逗子高等学校
- 逗子市立逗子中学校
- 京急逗子線 神武寺駅
- 田越川
- JR横須賀線 逗子駅
- 逗子ハイランド

## 通行止め
大雨による倒木および土砂崩れの影響で、2019年9月3日から5日まで通行止めになった。